# Escola Massana

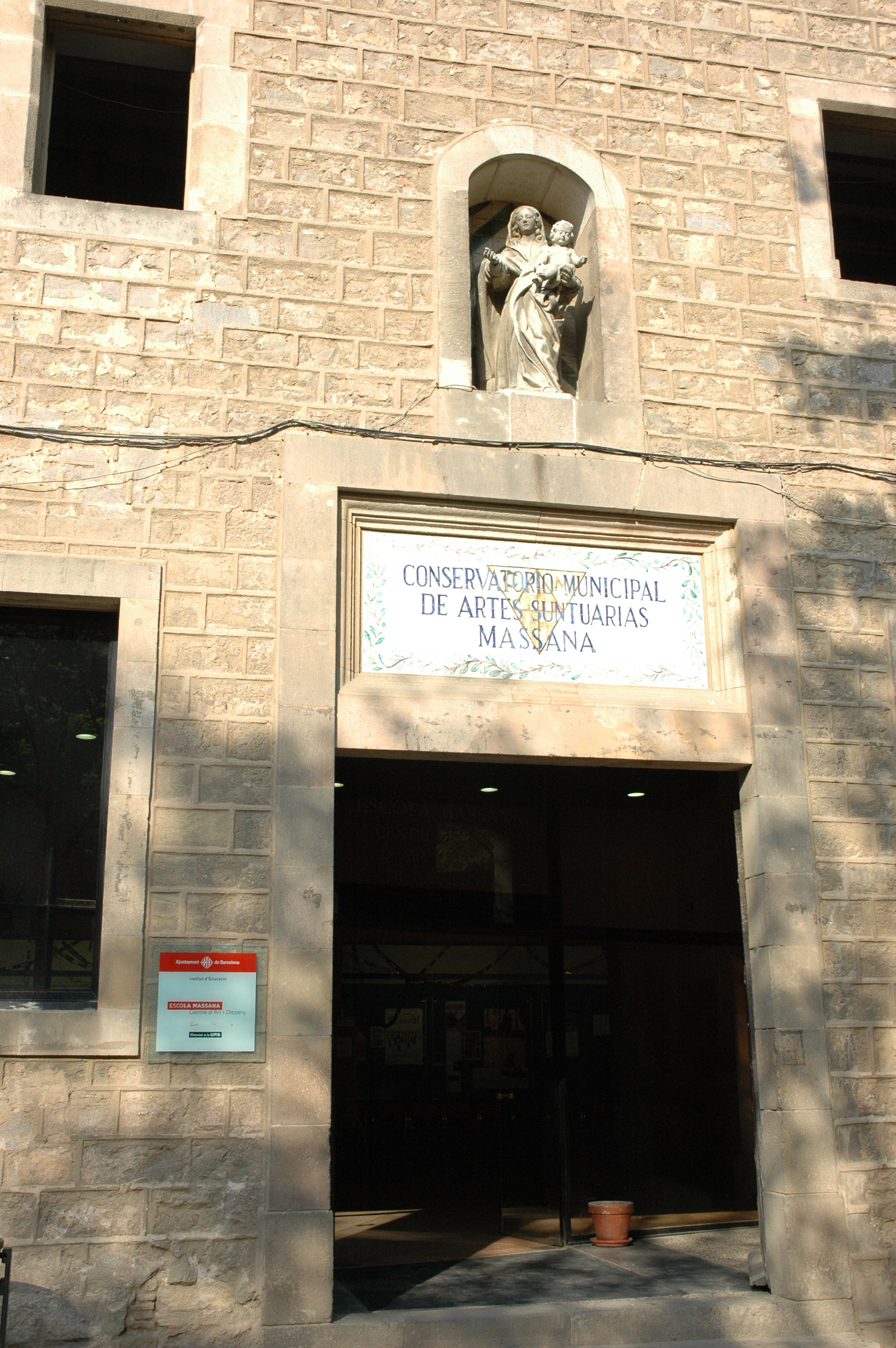
Ingresso allEscola Massana

L'Escola Massana è il centro municipale di Barcellona delle arti visuali, delle arti applicate e del disegno e venne fondata nel 1929 con obiettivo l'insegnamento dell'arte e del disegno.
Ha sede nell'antico edificio del Hospital de la Santa Creu nel quartiere del Raval, grazie alle donazioni del pasticciere e filantropo barcellonese Agustí Massana.
La scuola offre tre livelli d'insegnamento riconosciuti dal Dipartimento dell'Educazione della Generalitat de Catalunya e dei corsi di specializzazione dell'Università Autonoma di Barcellona.